# Lloyd Nicholas Trefethen
(Lloyd) Nicholas "Nick" Trefethen, FRS (Boston, 30 de agosto de 1955) é um matemático, professor de análise numérica e chefe do Grupo de Análise Numérica do Instituto de Matemática da Universidade de Oxford.
Em 1985 recebeu o primeiro Prêmio Leslie Fox de Análise Numérica, na categoria Primeiro Prêmio.

## Publicações selecionadas
- Numerical Linear Algebra (1997) with David Bau
- Spectral Methods in Matlab (2000)
- "Hydrodynamic stability without eigenvalues" [6] with Anne Trefethen, Satish Reddy, and Tobin Driscoll
- "Pseudospectra of linear operators" SIAM Review (1997)